# Der Diktator

Der Diktator (Le Dictateur) opus 49 est un opéra tragique en un acte de Ernst Křenek sur un livret du compositeur. Il est créé le 6 mai 1928 au Hessisches Staatstheater de Wiesbaden.

## Distribution
| Rôle                                               | Voix    | Première, 6 mai 1928 (Direction : ) |
| -------------------------------------------------- | ------- | ----------------------------------- |
| Le Dictateur                                       | baryton |                                     |
| Charlotte, sa femme                                | soprano |                                     |
| L'Officier                                         | ténor   |                                     |
| Maria, sa femme                                    | soprano |                                     |
| postier, groom, infirmier, détective (rôles muets) |         |                                     |